# Esgrima nos Jogos Olímpicos de Verão de 1988
A esgrima nos Jogos Olímpicos de Verão de 1988 foi realizada no Olympic Fencing Gymnasium, em Seul, na Coreia do Sul, com oito eventos disputados.

## Eventos da esgrima
Masculino: Florete individual | Espada individual | Sabre individual | Florete por equipe | Espada por equipe | Sabre por equipe
Feminino: Florete individual | Florete por equipe

## Masculino

### Florete individual masculino
| Pos. | País                    | Atletas             |
| ---- | ----------------------- | ------------------- |
|      | Itália (ITA)            | Stefano Cerioni     |
|      | Alemanha Oriental (GDR) | Udo Wagner          |
|      | União Soviética (URS)   | Aleksander Romankov |

### Espada individual masculino
| Pos. | País                     | Atletas          |
| ---- | ------------------------ | ---------------- |
|      | Alemanha Ocidental (FRG) | Arnd Schmitt     |
|      | França (FRA)             | Philippe Riboud  |
|      | União Soviética (URS)    | Andrei Chouvalov |

### Sabre individual masculino
| Pos. | País          | Atletas              |
| ---- | ------------- | -------------------- |
|      | França (FRA)  | Jean-François Lamour |
|      | Polônia (POL) | Janusz Olech         |
|      | Itália (ITA)  | Giovanni Scalzo      |

### Florete por equipe masculino
| Ouro | Prata                                                                                          | Bronze                                                                      |
| URS União Soviética Vladimir Aptiaouri Anvar Ibraguimov Boris Koretsky Ilgar Mamedov Aleksander Romankov | FRG Alemanha Ocidental Matthias Behr Mathias Gey Thomas Endres Ulrich Schreck Thorsten Weidner | HUN Hungria István Busa Zsolt Érsek Róbert Gátai Pál Szekeres István Szelei |

### Espada por equipe masculino
| Ouro                                                                                     | Prata                                                                                           | Bronze                                                                                                  |
| FRA França Frédéric Delpla Jean-Michel Henry Olivier Lenglet Philippe Riboud Éric Srecki | FRG Alemanha Ocidental Elmar Borrmann Volker Fischer Thomas Gerull Alexander Pusch Arnd Schmitt | URS União Soviética Andrei Chouvalov Pavel Kolobkov Vladimir Reznichenko Mikhail Tishko Igor Tikhomirov |

### Sabre por equipe masculino
| Ouro                                                                              | Prata                                                                                                 | Bronze                                                                                            |
| HUN Hungria Imre Bujdosó László Csongrádi Imre Gedővári György Nébald Bence Szabó | URS União Soviética Andrei Alshan Mikhail Burtsev Sergei Koryakin Sergei Mindirgassov Georgi Pogossov | ITA Itália Massimo Cavaliere Gianfranco Dalla Barba Marco Marin Ferdinando Meglio Giovanni Scalzo |

## Feminino

### Florete individual feminino
| Pos. | País                     | Atletas           |
| ---- | ------------------------ | ----------------- |
|      | Alemanha Ocidental (FRG) | Anja Fichtel      |
|      | Alemanha Ocidental (FRG) | Sabine Bau        |
|      | Alemanha Ocidental (FRG) | Zita Funkenhauser |

### Florete por equipe feminino
| Ouro                                                                                          | Prata                                                                                               | Bronze                                                                                    |
| FRG Alemanha Ocidental Sabine Bau Anja Fichtel Zita Funkenhauser Anette Klug Christiane Weber | ITA Itália Francesca Bortolozzi Annapia Gandolfi Lucia Traversa Dorina Vaccaroni Margherita Zalaffi | HUN Hungria Zsuzsanna Jánosi Edit Kovács Gertrúd Stefanek Zsuzsanna Szőcs Katalin Tuschák |

## Quadro de medalhas da esgrima
| Ordem | País                   | Medalha de ouro | Medalha de prata | Medalha de bronze | Total |
| ----- | ---------------------- | --------------- | ---------------- | ----------------- | ----- |
| 1     | FRG Alemanha Ocidental | 3               | 3                | 1                 | 7     |
| 2     | FRA França             | 2               | 1                | 0                 | 3     |
| 3     | URS União Soviética    | 1               | 1                | 3                 | 5     |
| 4     | ITA Itália             | 1               | 1                | 2                 | 4     |
| 5     | HUN Hungria            | 1               | 0                | 2                 | 3     |
| 6     | GDR Alemanha Oriental  | 0               | 1                | 0                 | 1     |
| 6     | POL Polônia            | 0               | 1                | 0                 | 1     |